# 英格蘭足球全國聯賽北
英格蘭足球全國聯賽北（National League North）舊稱英格蘭足球議會北部聯賽（英語：Conference North），是英格蘭足球全國聯賽的一個組別。是英格蘭的第六級聯賽，參賽球隊包括英格蘭北部、薩福克郡、英格蘭中部和威爾士北部。

## 歷史
議會北部聯賽於2004年成立，可參加足總盃賽事，冠軍球隊直接升班，另一席位是通過由第二至第五位參賽的附加賽決定。球季結束榜末的三隊降班到下游的第七級聯賽。

## 歷屆冠軍
| 球季      | 聯賽冠軍         | 附加賽冠軍     |
| --------- | ---------------- | -------------- |
| 2004-05年 |                  |                |
| 2005-06年 | 諾夫維治維多利亞 | 斯塔福德流浪   |
| 2006-07年 | 特罗斯登         | 法士利         |
| 2007-08年 |                  | 巴羅           |
| 2008-09年 |                  | 盖茨黑德       |
| 2009-10年 |                  |                |
| 2010-11年 |                  |                |
| 2011-12年 | 海德             |                |
| 2012-13年 |                  | 哈利法克斯镇   |
| 2013-14年 |                  |                |
| 2014-15年 | 巴羅             | 古斯利         |
| 2015-16年 | 索利赫爾摩爾     | 北費利比聯     |
| 2016-17年 | 菲爾德           | 夏利法斯鎮     |
| 2017-18年 | 沙福特城         | 哈洛格特鎮     |
| 2018-19年 | 史托港           | 佐利           |
| 2019-20年 | 京士林恩         | 艾川查姆       |
| 2020-21年 | 從缺             | 從缺           |
| 2021-22年 | 蓋茨黑德         | 約克城         |
| 2022-23年 | 菲爾德           | 京達米士特鷂鷹 |
| 2023-24年 |                  | 波士頓聯       |
| 2024-25年 |                  |                |

## 北部聯賽球隊（2025/26）

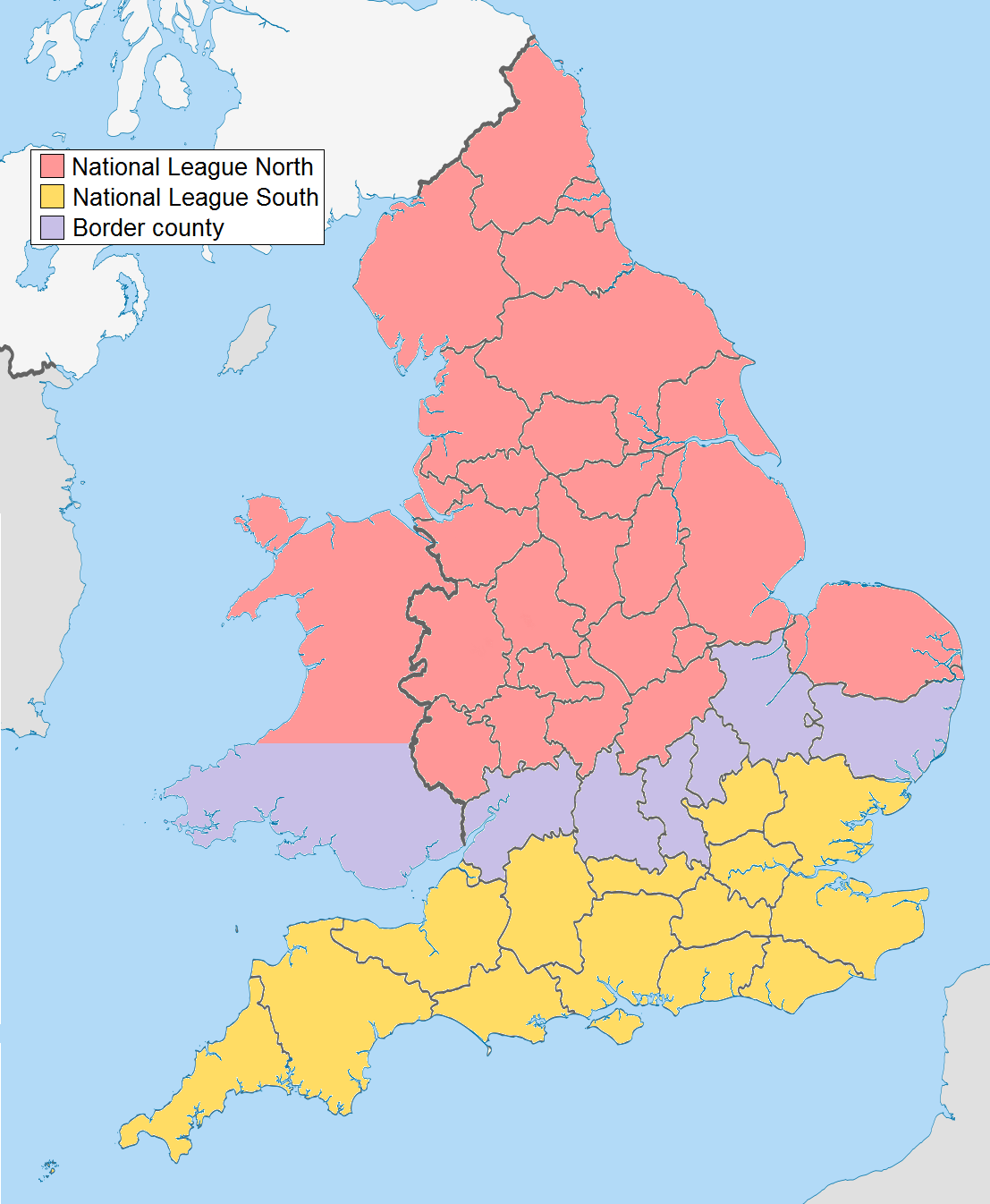
議會北部聯賽球隊來自紅色的地區，但因應隊數亦有議會南部聯賽的紫色地區。

| 球會                              | 上季成績                     |
| --------------------------------- | ---------------------------- |
| （A.F.C Fylde）                   | 全國聯，第 23 位             |
| （Kidderminster Harriers）        | 第 3 位                      |
| （Chester）                       | 第 4 位                      |
| （Chorley）                       | 第 5 位                      |
| （King's Lynn Town）              | 第 6 位                      |
| （Buxton）                        | 第 7 位                      |
| （Curzon Ashton）                 | 第 8 位                      |
| 斯彭尼穆爾城（Spennymoor Town）   | 第 9 位                      |
| （Hereford）                      | 第 10 位                     |
| （Darlington）                    | 第 11 位                     |
| 彼德堡體育（Peterborough Sports） | 第 12 位                     |
| （Scarborough Athletic）          | 第 13 位                     |
| （Alfreton Town）                 | 第 14 位                     |
| （Marine）                        | 第 15 位                     |
| （Leamington）                    | 第 16 位                     |
| 南希爾茲（South Shields）         | 第 17 位                     |
| （Southport）                     | 第 18 位                     |
| 牛津城（Oxford City）             | 第 19 位                     |
| （Radcliffe）                     | 第 20 位                     |
| 麥克爾斯菲爾德（Macclesfield）    | 北部超級聯賽-超聯組，第 1 位 |
| 沃克索普鎮（Worksop Town）        | 北部超級聯賽-超聯組，第 2 位 |
| 貝福特鎮（Bedford Town）          | 南部聯賽-超聯組中，第 1 位   |
| （AFC Telford United）            | 南部聯賽-超聯組中，第 3 位   |
| 梅瑟蒂鎮（Merthyr Town）          | 南部聯賽-超聯組南，第 1 位   |

## 相關
- 英格蘭足球全國聯賽南

## 外部連結
- 議會聯賽官網 （页面存档备份，存于）
- 2006/07球季資料 （页面存档备份，存于）